# Coproica vagans
Coproica vagans – gatunek muchówki z rodziny Sphaeroceridae i podrodziny Limosininae.
Gatunek ten opisany został w 1833 roku przez Alexandra Henry’ego Halidaya jako Borborus vagans.
Muchówka o ciele długości od 1,2 do 1,3 mm, ubarwionym czarno z jasnymi skrzydłami. Tułów jej cechuje się: obecnością tylko jednej pary długich szczecinek śródplecowych, tarczką na całej powierzchni porośniętą krótkimi szczecinkami oraz dwoma długimi szczecinkami na sternopleurach. Skrzydła są wyposażone w krótką szczecinkę u nasady żyłki kostalnej. Ich użyłkowanie odznacza się drugim sektorem żyłki kostalnej dłuższym niż trzeci, prostą w części wierzchołkowej żyłką radialną R2+3 oraz niepigmentowanym odcinkiem żyłki medialnej M3+4 zakończonym na krawędzią skrzydła. Użyłkowanie jest podobne u obu płci.
Gatunek kosmopolityczny. W Europie znany z prawie wszystkich krajów, w tym z Polski.